# 1979 في النرويج
فيما يلي قوائم الأحداث التي وقعت خلال عام 1979 في النرويج.

## سياسة

### انتهاء فترة المنصب
- 8 أكتوبر – غرو هارلم برونتلاند Minister of Climate and the Environment (Norway) [الإنجليزية]‏.

## مواليد

### يناير
- 1 يناير – آندرس دانييلسن لاي ممثل نرويجي.
- 22 يناير – سفاين أودفار موين حكم كرة قدم نرويجي.

### فبراير
- 13 فبراير – أندرس بهرنغ بريفيك

### مارس
- 13 مارس – إسبن اولسن لاعب كرة قدم نرويجي.
- 13 مارس – بورغ لوند لاعب كرة يد نرويجي.

### أبريل
- 9 أبريل – أندريه يورغنسن لاعب كرة يد نرويجي.
- 10 أبريل – روجيه ريشولت لاعب كرة قدم نرويجي.

### مايو
- 1 مايو – لارس بيرغر
- 10 مايو – إيزابيل بلانكو لاعبة كرة يد نرويجية.
- 26 مايو – خواكيم هانسن

### يوليو
- 3 يوليو – إريك لوند لاعب اتحاد رغبي نرويجي.

### أغسطس
- 11 أغسطس – كريستير جورج لاعب كرة قدم نرويجي.

### سبتمبر
- 5 سبتمبر – جون كارو لاعب كرة قدم نرويجي.
- 23 سبتمبر – ليزا لوفين كونجسلي ممثلة نرويجية.

### نوفمبر
- 10 نوفمبر – راغنفالد سوما لاعب كرة قدم نرويجي.

### ديسمبر
- 6 ديسمبر – تومي وركولا
- 20 ديسمبر – إسبن يونسن لاعب كرة قدم نرويجي.

## وفيات

### فبراير
- 3 فبراير – اينار روز (مواليد 1898) ممثل نرويجي.

### يوليو
- 5 يوليو – رولف هولمبرغ (مواليد 1914) لاعب كرة قدم نرويجي.
- 22 يوليو – ستين روكان (مواليد 1921)